# Opel 21/55 PS
Der Opel 21/55 PS war ein PKW der Oberklasse der Adam Opel KG und das erste Opel-Fahrzeug mit Sechszylindermotor. Als Nachfolger des Modells 25/55 PS wurde er von 1919 bis 1924 gebaut.

## Technik und Geschichte
Nach dem Ersten Weltkrieg legte Opel wieder einen Luxuswagen auf, nachdem 1916 das Vorgängermodell kriegsbedingt eingestellt worden war.
Der neue Wagen war mit zwei verschiedenen Aufbauten erhältlich: Es gab eine klassische Pullman-Limousine und einen großen Tourenwagen mit sechs oder sieben Sitzplätzen. Die Aufbauten erreichten eine Länge von bis zu 5300 mm.
Der 21/55 PS hatte einen Sechszylinder-Reihenmotor. Damit wurde die alte Technik der Blockmotoren ad acta gelegt, bei der immer zwei Zylinder zu einem Block vergossen waren. Der Hubraum von 5646 cm³ war wesentlich geringer als der des Vorgängers mit einem 6,5-Liter-Motor. Die Leistung stieg jedoch auf 60 PS (44 kW) bei 1500/min. Wie beim Vorgängertyp waren die Ventile seitengesteuert.
Die Motorleistung wurde über eine Lederkonuskupplung, ein manuelles Vierganggetriebe und eine Kardanwelle mit zwei Gelenken an die Hinterachse weitergeleitet.
Als Fahrgestell diente ein Leiterrahmen aus Stahl. Die beiden Starrachsen waren an halbelliptischen Längsblattfedern aufgehängt. Die Bandbremse wirkte auf die Getriebeausgangswelle und somit nur auf die Hinterräder.
Die Höchstgeschwindigkeit wird mit 85 km/h angegeben.
Die Produktion des  21/55 PS lief Ende 1924 aus. Der Nachfolger Opel Regent kam erst mehr als drei Jahre später 1928 auf den Markt.